# Caroji-teri
Cajori-teri est une localité de la paroisse civile de Mavaca dans la municipalité d'Alto Orinoco dans l'État d'Amazonas au Venezuela, au confluent du fleuve Orénoque et du río Manaviche.